# Bulbophyllum hassallii
Bulbophyllum hassallii é uma espécie de orquídea (família Orchidaceae) pertencente ao gênero Bulbophyllum. Foi descrita por Paul J. Kores em 1989.